# Ardisia gigantea
Ardisia gigantea är en viveväxtart som beskrevs av Ricketson och Pipoly. Ardisia gigantea ingår i släktet Ardisia och familjen viveväxter. Inga underarter finns listade i Catalogue of Life.